# NGC 3021
NGC 3021 é uma galáxia espiral (Sbc) localizada na direcção da constelação de Leo Minor. Possui uma declinação de +33° 33' 15" e uma ascensão recta de 9 horas, 50 minutos e 57,2 segundos.
A galáxia NGC 3021 foi descoberta em 7 de Dezembro de 1785 por William Herschel.